# Boleophthalmus dussumieri
Boleophthalmus dussumieri — вид мулистих стрибунів, родина Оксудеркових (Oxudercidae). Самці сягають 18,7 см загальної довжини. Тропічна демерсальна риба. Поширені у прибережних водах Іраку, Пакистану, Індії, Бангладешу.